# Luigi Marchisio
Luigi Marchisio (Castelnuvo Don Bosco 26 april 1909 - Castelnuvo Don Bosco, 3 juli 1992) was een Italiaans wielrenner. 
Hij was in 1930 winnaar van de Ronde van Italië. Hij veroverde reeds in de derde etappe de leidende positie in het klassement en stond die vervolgens niet meer af. Het verschil met Luigi Giacobbe, die tweede eindigde, bedroeg slechts 52 seconden.

## Belangrijkste overwinningen
1930
- 3e etappe Ronde van Italië
- 4e etappe Ronde van Italië
- Eindklassement Ronde van Italië
- Ronde van Reggio Calabria

1932
- Barcelona-Madrid
- Coppa Arpinati

## Resultaten in voornaamste wedstrijden
| Jaar | Ronde van Italië | Ronde van Frankrijk | Ronde van Spanje |
| ---- | ---------------- | ------------------- | ---------------- |
| 1930 | ↑ (2)            |                     |                  |
| 1931 | ↑                |                     |                  |
| 1932 | opgave           | 26e                 |                  |
| 1933 | opgave           |                     |                  |

| Jaar | Milaan-San Remo | Ronde van Lombardije |
| ---- | --------------- | -------------------- |
| 1930 | 6e              |                      |
| 1931 | 6e              | 4e                   |
| 1932 |                 |                      |
| 1933 |                 |                      |